# Asplenium nitens
Asplenium nitens är en svartbräkenväxtart som beskrevs av Olof Peter Swartz. Asplenium nitens ingår i släktet Asplenium och familjen Aspleniaceae. Inga underarter finns listade.